# Estação Ferroviária de Almourol
A Estação Ferroviária de Almourol é uma interface da Linha da Beira Baixa, que serve o concelho de Vila Nova da Barquinha, no Distrito de Santarém, em Portugal.

## Caracterização
Em Janeiro de 2011, apresentava 2 vias de circulação, com 499 e 502 m de comprimento; as duas plataformas tinham ambas 183 m de extensão, e 40 cm de altura.

## História

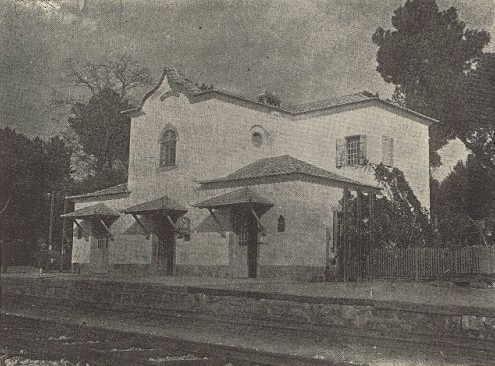
Fotografia da Estação de Almourol, publicada na Gazeta dos Caminhos de Ferro n.º 1293, de 1 de Novembro de 1941.

Esta interface situa-se no troço entre Santarém e Abrantes, que entrou ao serviço em 1 de Julho de 1861, sendo então considerado como parte da Linha do Leste.
Na primeira metade do Século XX, a Companhia dos Caminhos de Ferro Portugueses construiu o edifício desta estação, utilizando um estilo tradicional português.